# Tur Laha
Tur Laha (tiếng Ả Rập: طور لاها) là một ngôi làng Syria nằm ở Qurqania Nahiyah ở huyện Harem, Idlib. Theo Cục Thống kê Trung ương Syria (CBS), Tur Laha có dân số 177 người trong cuộc điều tra dân số năm 2004.